# Слафтерс (Кентуккі)
Слафтерс (англ. Slaughters) — місто (англ. city) в США, в окрузі Вебстер штату Кентуккі. Населення — 190 осіб (2020).

## Географія
Слафтерс розташований за координатами 37°29′23″ пн. ш. 87°30′17″ зх. д. / 37.48972° пн. ш. 87.50472° зх. д. (37.489641, -87.504773).  За даними Бюро перепису населення США в 2010 році місто мало площу 0,60 км², з яких 0,60 км² — суходіл та 0,00 км² — водойми.

## Демографія
Згідно з переписом 2010 року, у місті мешкало 216 осіб у 85 домогосподарствах у складі 61 родини. Густота населення становила 362 особи/км².  Було 100 помешкань (168/км²).
Расовий склад населення:
| - 98,6 % — білих - 0,5 % — азіатів |

До двох чи більше рас належало 0,9 %. Частка іспаномовних становила 0,5 % від усіх жителів.
За віковим діапазоном населення розподілялося таким чином: 24,1 % — особи молодші 18 років, 62,5 % — особи у віці 18—64 років, 13,4 % — особи у віці 65 років та старші. Медіана віку мешканця становила 40,5 року. На 100 осіб жіночої статі у місті припадало 83,1 чоловіків;  на 100 жінок у віці від 18 років та старших — 80,2 чоловіків також старших 18 років.
Середній дохід на одне домашнє господарство  становив 49 672 долари США (медіана — 45 417), а середній дохід на одну сім'ю — 58 552 долари (медіана — 55 000). За межею бідності перебувало 19,4 % осіб, у тому числі 22,8 % дітей у віці до 18 років та 8,7 % осіб у віці 65 років та старших.
Цивільне працевлаштоване населення становило 83 особи. Основні галузі зайнятості: виробництво — 26,5 %, освіта, охорона здоров'я та соціальна допомога — 26,5 %, сільське господарство, лісництво, риболовля — 14,5 %, фінанси, страхування та нерухомість — 10,8 %.